# Tore Ruud Hofstad

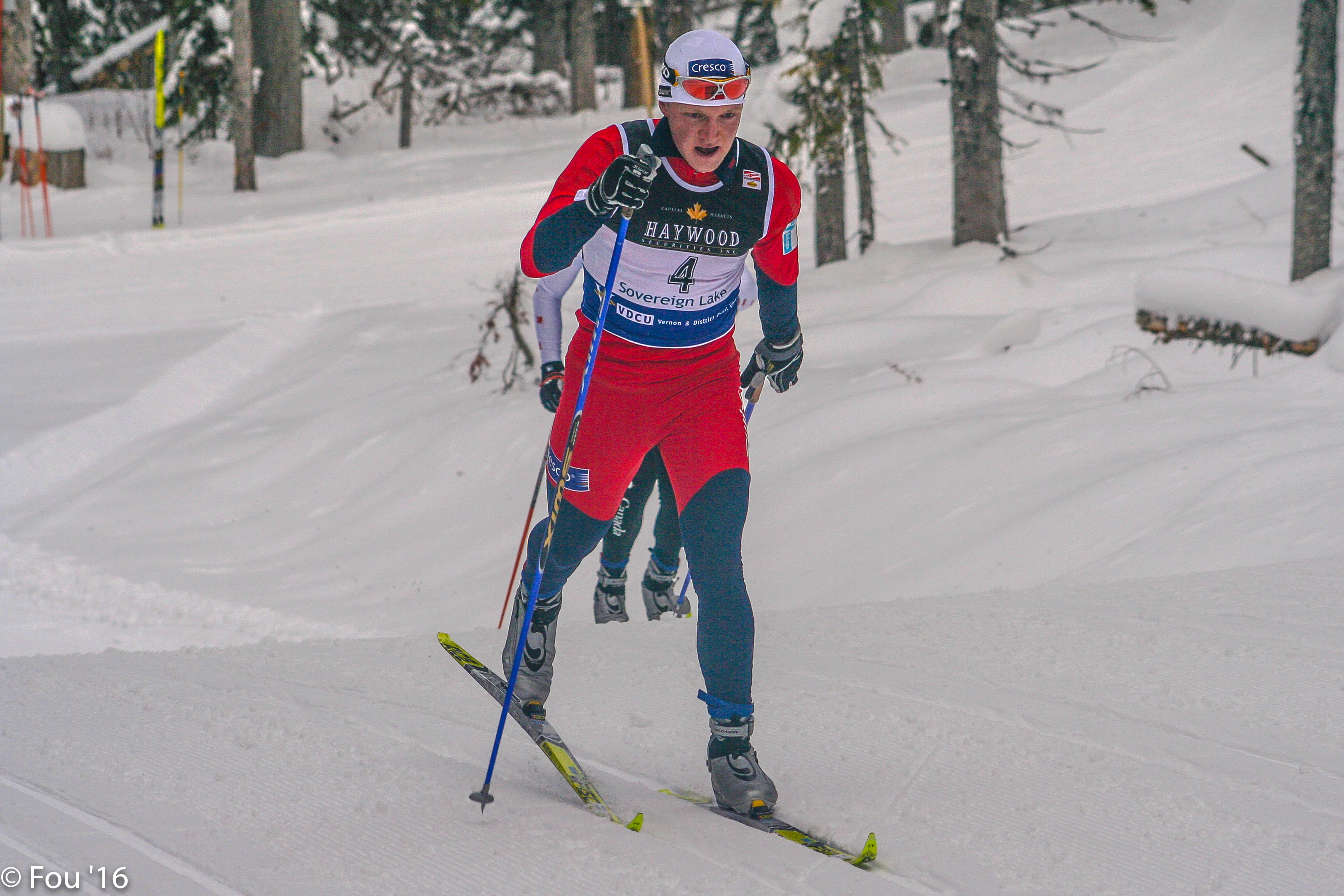
Tore Ruud Hofstad i Kanada 2005

Tore Ruud Hofstad, född 9 augusti 1979 i Hurdal, är en norsk längdåkare från Lillehammer. 
Hofstad har sex mästerskapsmedaljer varav fyra stafettguld. I världscupen har han (februari 2007) bara en seger från finska Kuusamo 2005 då han vann 15 km. 